# Peperomia verruculosa
Peperomia verruculosa là một loài thực vật có hoa trong họ Hồ tiêu. Loài này được Dahlst. ex A.W. Hill miêu tả khoa học đầu tiên năm 1906.